# Travassô
Travassô est une ancienne paroisse civile portugaise (en portugais : freguesia) de la municipalité d'Águeda dans le district d'Aveiro. 
La loi no 11-A/2013 du 28 janvier 2013, portant réorganisation administrative du territoire des freguesias, fusionne Travassô avec la paroisse voisine d'Óis da Ribeira pour former l’União das freguesias de Travassô e Óis da Ribeira (dont le siège est à Travassô).